# Faouzi Laatiris
 (janvier 2018).
Si vous disposez d'ouvrages ou d'articles de référence ou si vous connaissez des sites web de qualité traitant du thème abordé ici, merci de compléter l'article en donnant les références utiles à sa vérifiabilité et en les liant à la section « Notes et références ».
Faouzi Laatiris (en arabe : فوزي العتيريس), né à Imilchil (Maroc) en 1958, est un plasticien qui vit et travaille entre Tétouan et Martil, au Maroc.

## Biographie

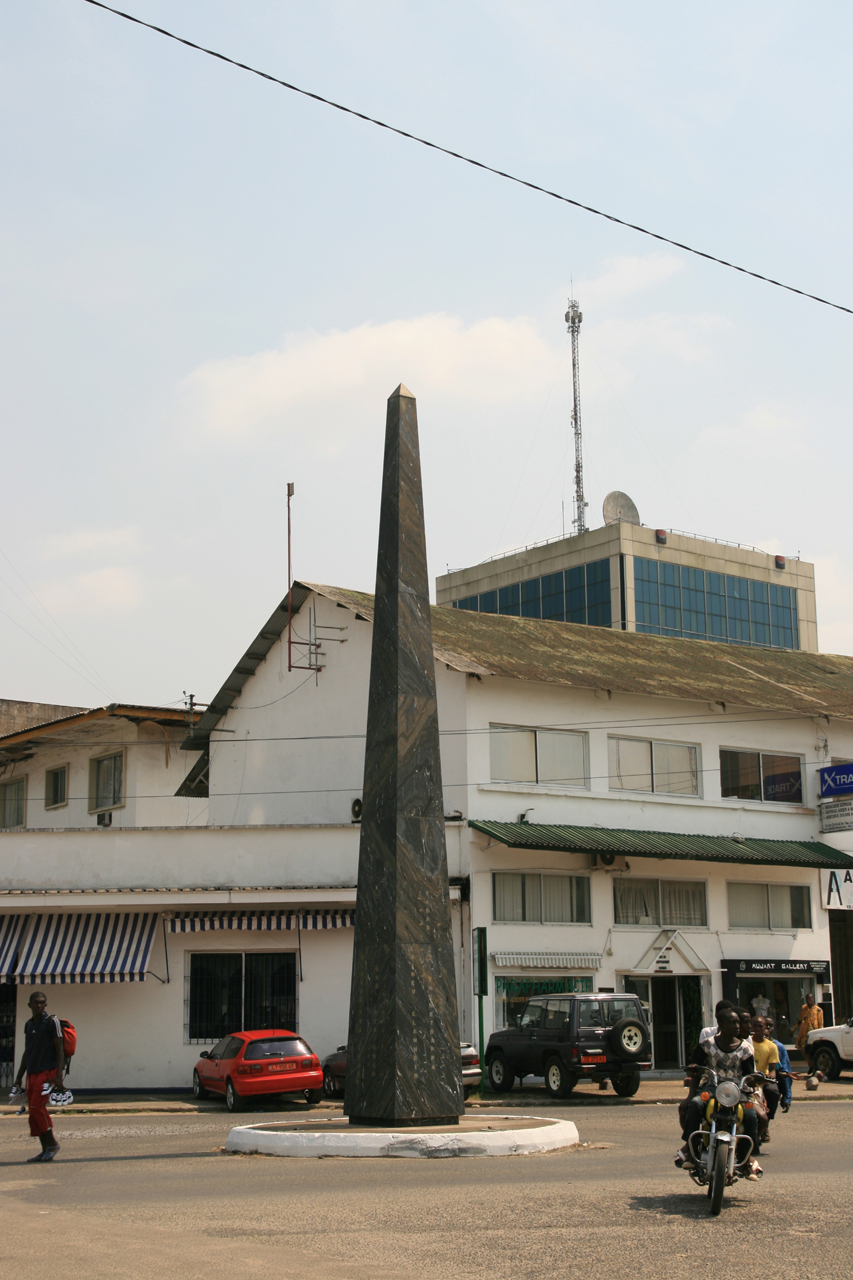
Sud Obelisk est une œuvre d'art public à Douala, au Cameroun, créée par Faouzi Laatiris.

Faouzi Laatiris est diplômé de l’ENBA en 1983 et de l’École des beaux-arts de Bourges (France).
En 1989, il devient professeur à l’INBA de Tétouan, où il fonde l’atelier Volume et installation en 1993 – moment clé où la production de l’artiste va devenir indissociable de l’engagement pédagogique. On lui doit d’avoir contribué à la formation d'artistes de la
«génération Tétouan », comme Safâa Erruas, Batoul S’Himi, Younès Rahmoun, Mohssin Harraki ou Mustapha Akrim.
Sa collaboration avec Jean-Louis Froment lors de l’exposition collective L’Objet désorienté au Maroc, au musée des Arts décoratifs de Paris en 1999, est reconnue comme une étape décisive dans l’histoire de l’art contemporain transméditerranéen.
Au croisement de la sculpture, de l’installation, de la performance et de l’espace public, Faouzi Laatiris développe depuis les années 1990 une esthétique de l’hybridation, en écho au chantier urbain et économique des pays du Sud dans la mondialisation. Ses œuvres se veulent au bord de la schizophrénie culturelle, des bombes visuelles tiraillées entre leur forme et leur fonction, entre un système de production plus ou moins industriel, le système D et la poétique de la ruine.
Faouzi Laatiris a entre autres exposé à la Biennale de Dakar (Sénégal) en 2002, à doual’art (Douala, Cameroun) en 2006, à la galerie Fatma Jellal de Casablanca (Maroc) en 2009, à la Biennale d’Istanbul (Turquie) en 2011, à la Biennale de Marrakech (Maroc) et au palais des Beaux-Arts de Bruxelles (Belgique) en 2012, à Institut du monde arabe de Paris (France) et au MuCEM de Marseille (France) en 2014.